# Raimonda (prénom)
Pour les articles homonymes, voir Raimonda.
Raimondas est un prénom féminin lituanien apparenté au prénom Raymond et pouvant désigner:

## Prénom
- Raimonda Bložytė (en) (née en 1987), joueuse lituanienne de football
- Raimonda Gaetani (en) (née en 1942), actrice et costumière italienne
- Raimonda Kudytė (en) (née en 1975), joueuse lituanienne de football
- Raimonda Murmokaitė (en) (née en 1959), diplomate lituanienne

## Référence
1. ↑  (en) Raimonda - behindthename.com